# Éloie
Éloie (Duits: Löbe) is een gemeente in het Franse departement Territoire de Belfort (regio Bourgogne-Franche-Comté) en telt 922 inwoners (2004).
De gemeente maakt deel uit van het arrondissement Belfort en sinds 22 maart 2015 tot het kanton Valdoie. Daarvoor maakte het deel uit van het kanton Offemont, dat op die dag opgeheven werd.

## Geografie
De oppervlakte van Éloie bedraagt 5,6 km², de bevolkingsdichtheid is 164,6 inwoners per km².
De onderstaande kaart toont de ligging van Éloie met de belangrijkste infrastructuur en aangrenzende gemeenten.

## Demografie
Onderstaande figuur toont het verloop van het inwonertal (bron: INSEE-tellingen).